# Afanassi Bachow
Afanassi Bachow (russisch Афанасий Бахов; * in Ustjug, Gouvernement Archangelgorod; † 1762 an der Kolyma-Mündung) war ein russischer Forschungsreisender.

## Leben
Nach den erfolgreichen Unternehmungen Jemeljan Bassows baute der Ustjuger Kaufmann Bachow als Bevollmächtigter des Solwytschegodsker Kaufmanns Schilkin 1747 zusammen mit dem Jakutsker Kaufmann Semjon Nowikow mit Beteiligung anderer Unternehmer am Beringmeer an der Anadyr-Mündung das kleine Schiff Perkup i Sant. Im Juni 1748 startete die Expedition zum Biberhandel nach Kamtschatka. Dann leitete Bachow mit Semjon Nowikow und dem Kosaken-Podpraporschtschik Timofei Perewalow die Expedition zur Küste Alaskas, die sie infolge des günstigen Wetters im Juli erreichten. Durch einen plötzlichen Sturm erlitt die Expedition bei der Beringinsel Schiffbruch, wobei Nowikow und weitere Personen zu Tode kamen. Die Überlebenden retteten sich auf die nahe Insel Medny und überwinterten dort. Im Frühjahr baute die Mannschaft aus den Resten des Wracks Vitus Berings, der 1741 an der Beringinsel gestrandet und dann gestorben war, und mit Treibholz ein kleines neues Schiff, um die Fahrt fortzusetzen. Im August 1749 erreichten Bachow und Perewalow wieder Kamtschatka. Als Ergebnis der Fahrt erstellte Perewalow eine Karte des Ujesd Jakutsk, des Tschuktschen-Landes, Kamtschatkas und eines Teils Amerikas mit den Inseln.
Bachows Schiff wurde allerdings von der Kanzlei in Bolscherezk an der Westküste Kamtschatkas beschlagnahmt, weil Bachow dafür staatliches Material aus Berings Expeditionsschiff verwendet hatte. Außerdem wurde ihm verboten, an der Beringinsel anzulegen und ein Gewerbe zu betreiben. Das Verbot wurde nicht eingehalten, und nach 7 Jahren erhielt der Kaufmann Schilkin das Schiff zurück.
Bachow handelte nun an der Nordküste Sibiriens mit Mammut-Elfenbein.
Von dem Jakutsker Kaufmann Nikita Schalaurow, der auch aus Ustjug stammte, erhielt Bachow 1755 die Zustimmung zur Suche nach einem Seeweg um die Tschuktschen-Halbinsel herum nach Kamtschatka. 1757 fuhren Bachow und Schalaurow mit 75 Mann auf drei Schiffen die Lena hinunter, überwinterten an der Wiljui-Mündung und erreichten im September 1758 die Jana-Mündung. Sie blieben dort zwei Jahre. Sie erreichten dann im Juli 1760 die Indigirka-Mündung und im September 1760 die Kolyma-Mündung, wo sie wieder zwei Jahre blieben.
Schalaurow, der sich nicht gut mit Bachow verstand, fuhr 1762 ohne Bachow zum Kap Schelagski, dem nördlichsten Kap des Tschuktschen-Landes, und erkundete dje Tschaunbucht. Das Eis zwang ihn dann zur Rückkehr zur Kolyma-Mündung, wo er Bachow tot vorfand. Als Ursache wurde Skorbut oder ein Angriff feindlicher Tschuktschen vermutet.